# Selagia
Selagia é um gênero de mariposa pertencente à família Crambidae.